# José Carlos Becerra
José Carlos Becerra (ur. 21 maja 1936 w Villahermosie, zm. 1970 w Brindisi we Włoszech) – Meksykański poeta.
Studiował architekturę i filozofię na Universidad Nacional Autónoma de México. W roku 1970 podróżował po miastach europejskich. Zginął w wypadku samochodowym w Brindisi w wieku 33 lat. Jego poezje zostały zebrane w wydanym pośmiertnie (1973) tomiku El otoño recorre las islas.
W roku 1996 Álvaro Ruiz Abreu opublikował La Ceiba en Llamas stanowiącą biografię Becerry.